# Mountain Wilderness
Mountain Wilderness [ˈmaʊntɪn ˈwɪldənəs] ist eine international tätige Naturschutzorganisation, die ihre Hauptaufgabe im Schutze der ursprünglichen Räume der Erde sieht. Mountain Wilderness wurde 1987 in Biella von vielen bekannten Alpinistinnen und Alpinisten gegründet. In sechs Thesen forderten sie den aktiven Schutz der Gebirgswelt. Mountain Wilderness ist politisch und finanziell unabhängig und finanziert sich aus privaten Spenden.

## Struktur
Internationaler Koordinator: Jordi Quera, Catalonien
Repräsentanten: Bernard Amy (F), Núria Balagué (CAT), Bernard Batschelet (CH), Patrick Berhault (F), Edwin Bernbaum (USA), Sir Chris Bonington (GB), Lionel Daudet (F), Fausto De Stefani (I), Kurt Diemberger (A), Maurizio Giordani (I), Richard Goedeke (D), Alessandro Gogna (I), Jean-Christophe Lafaille (F), Arish Kapadia (Indien), Nicole Niquille (CH), Fosco Maraini (I), François Labande (F), Olivier Paulin (F), Mario Rigoni Stern (I), Carlo Alberto Pinelli (I), Jordi Quera (CAT), Ludovico Sella (I), Josep Sicart (CAT)
Ehrenpräsident war: Sir Edmund Hillary (1919–2008), Neuseeland
Mountain Wilderness besteht zurzeit aus neun regionalen Gruppen in acht Ländern:
- MW Belgien
- MW Deutschland
- MW Frankreich
- MW Italien
- MW Katalonien
- MW Schweiz
- MW Spanien
- MW Niederlande
- MW Österreich

## Aktionen
Zu den wichtigsten Aktionen von Mountain Wilderness International zählen:
- 1988: Besetzung der Luftseilbahn zum Vallée Blanche im Montblanc-Massiv. Forderung des Abbaus der unrentablen Bahn.
- 1990: Aufräumaktion am K2 Zum ersten Mal in der Alpingeschichte wurde Expeditionsmüll von einem 8000er entfernt.
- 1995: Manifest für den Schutz des Olymp und gegen ein Homero Disneyland. Verhinderung einer geplanten Seilbahn.
- Sezi 1998: Kampagne "Montblanc" für Schaffung eines Schutzgebietes, das diesen Namen auch wirklich verdient.
- 2003: Aktion "Oxus - Mountains for peace". Internationale Expedition und Initiative zur Ausbildung einheimischer Bergführer in Afghanistan.

## Mountain Wilderness Schweiz
Mountain Wilderness Schweiz wurde 1994 gegründet und setzt sich ein für Wildnis und einen umweltverträglichen Bergsport. Auch kommende Generationen sollen eine intakte und wilde Bergwelt erleben können.
Mountain Wilderness ist unter anderen in folgenden Bereichen aktiv:
- Alpenschutz: Aktionen gegen das Heliskiing, das Offroad-Fahren und die Abfallberge sowie gegen die schleichende Verschandelung der Gebirgslandschaften.
- Bergsport: Entwickeln von Verhaltensregeln und Angeboten wie AlpenTaxi für Trendsportler. Für einen naturnahen Bergsport fordert Mountain Wilderness einen Bergsport, der sein eigentliches Kapital – die unversehrte Gebirgslandschaft und die Umwelt – massvoll nutzt und schützt, statt es zu zerstören.
- Wildnis: Förderung und Erhalt von grossflächigen Wildnisgebieten in der Schweiz.
- Vermitteln zwischen den verschiedenen Interessen, die in der Bergwelt aufeinandertreffen, für eine nachhaltige Entwicklung der Bergregionen.

Mountain Wilderness Schweiz ist ein privater, gemeinnütziger Verein im Sinne von Artikel 60 ff. ZGB. Gut die Hälfte des Vereinsbudgets wird durch Mitglieder und Spendende finanziert. Darüber hinaus über Stiftungen und Projekteinnahmen sowie durch einen kleinen Beitrag der öffentlichen Hand. Der Verein ist Mitglied der Klima-Allianz Schweiz.

## Mountain Wilderness Deutschland
Mountain Wilderness Deutschland e. V., der deutsche Zweig von Mountain Wilderness, ist ein gemeinnütziger Verein mit Sitz in München. Schwerpunkte des Landesverbandes sind u. a. ein natur- und sozialverträglicher Bergtourismus (Publikationen zum Thema Bergsport mit öffentlichen Verkehrsmitteln), der Gletscherschutz (hier vor allem das Engagement gegen neue Gletschererschließungen im Pitztal), sowie Demonstrationen und Öffentlichkeitsarbeit gegen neue Schneekanonen und Rodungen für Pisten am deutschen Alpengebiet.
Vorstand (Februar 2007):
- Michael Pröttel (Vorsitzender)
- Gotlind Blechschmidt (Kassenführerin)
- Karin Lankes (Schriftführerin)
- Richard Goedeke (Garant von Mountain Wilderness International)

seit November 2010:
- Michael Pröttel (Vorsitzender)
- Gotlind Blechschmidt
- Karin Lankes